# Bruiu
Bruiu (in ungherese Brulya o Brullya, in tedesco Braller) è un comune della Romania di 736 abitanti, ubicato nel distretto di Sibiu, nella regione storica della Transilvania.
Il comune è formato dall'unione di 3 villaggi: Bruiu, Gherdeal (Gürteln, Gertrudenthal), Șomartin (Märtelsberg).
Il più importante monumento del comune è il Tempio evangelico, risalente al XIII secolo.

## Storia
Il villaggio venne fondato nel 1337 con il nome di Brunvile da coloni provenienti dalla regione della Alsazia-Lorena.  Nel 1910 aveva 1 020 abitanti di lingua tedesca e zingara. Nel 1992 contava 874 abitanti di cui 554 rumeni, 167 zingari, 139 tedeschi e 13 di etnia magiara.